# Оборона Брестської фортеці

## Загальні дані
Перед початком нацистсько-радянської війни у фортеці розташовувалися 8 стрілецьких та один розвідувальний батальйон, 2 артилерійських дивізіони — ПТО і ППО, спецпідрозділи стрілецьких полків, підрозділи корпусних частин, підрозділи 17-го Брестського прикордонного загону, 33-го окремого інженерного полку, деякі підрозділи 132-го окремого батальйону конвойних військ НКВС, штаби дивізій та 28-го стрілецького корпусу — всього 9-11 тисяч чоловік, також 300 сімей військовослужбовців. На озброєнні мали 42 гармати, 16 легких танків, 13 бронеавтомобілів.
45-та піхотна дивізія (переформатована колишня 4-та дивізія Збройних сил Австрії) генерал майора Фріца Шліпера — чисельністю до 17000 вояків — мала завдання здобути фортецю Берестя. Для цього дивізії було надано частини посилення та мала взаємодіяти з частинами сусідніх зʼєднань — мортирні дивізіони (126-тонні мортири, снаряди яких були здатні з відстані чотирьох кілометрів пробивати бетонні укріплення товщиною до трьох метрів) 31-ї і 34-ї піхотних дивізій 12-го армійського корпусу 4-ї німецької армії — загалом до 20000 осіб.

## Початок штурму
22 червня 1941 року о 3 годині 15 хвилин за європейським часом (4:15 за московським) по фортеці відкрито ураганний артилерійський вогонь — застав гарнізон несподівано; загинуло багато військових та мирних людей, були знищені склади прямим влучанням під час артобстрілу, перервано зв'язок, пошкоджено водопровід, нанесені великі втрати гарнізону, почалися пожежі. Через 8 хвилин розпочався штурм; несподівана атака мала наслідком те, що гарнізон не зміг протиставити єдиний згуртований опір та в швидкому часі був розчленований на кілька груп опору. Першими прийняли бій 9-та прикордонна застава, 3-тя комендатура та 18-й окремий кулеметно-артилерійський полк, котрі прикривали Тереспольське прикордонне укріплення та форт «Граф Берг».
О 3-30 німецька піхотна рота — диверсійний підрозділ полку «Бранденбург» за підтримки саперів захопила залізничний міст через Буг. До четвертої ранку з численними втратами німецький передовий загін захопив два мости, що поєднували Західний та Східний острови з Цитаделлю. До того ж часу два піхотні батальйони зайняли ці два острови, їх обороняли прикордонники та батальйон НКВС.
Близько 7-ї — 8-ї години ранку наступальний загін німецьких військ при проходженні через Тереспольське укріплення не зустрів серйозного опору, подолавши Цитадель, його передові загони вийшли до Кобринського укріплення. Після проходження основних частин радянські військові вдарили в німецькі тили та частково розділили й повбивали нападаючих.
Близько десятої години Берестейська фортеця була повністю оточена, лінії фронту як такої не було. Ближче до полудня нацисти змушені кинути в бій резерв — 133-й піхотний полк. Німецькі сили в Цитаделі змогли частково закріпитися на окремих ділянках — в тому числі й у панівній над фортецею будівлі клубу (в минулому — церква св. Миколая), їдальні керівного складу та ділянці казарми біля Брестських воріт. Сильний спротив радянського гарнізону був на Волинському та Кобринському укріпленні — на останньому доходило й до штикових атак. Невелика частка гарнізону з технікою зуміла вирватися з оточення та сполучилася з основними частинами, до 9 години ранку фортеця з 6-8000 радянських військових була повністю оточена.
Небо над Берестям намагався обороняти радянський 123-й винищувальний полк; ранком 22 червня командир ланки Петро Сергійович Рябцев одним з перших таранив нацистського літака.
В ніч з 22 на 23 червня, близько 5-ї ранку, підвівши війська на зовнішні вали фортеці, німецька артилерія почала обстріл, в проміжках через гучномовці пропонуючи гарнізону здатися — близько 1900 солдатів пристали на це. В перший день облоги німецька армія втратила до 300 солдатів вбитими, нацисти здійснили до півдюжини атак на радянських вояків. Того ж часу проти радянських солдатів застосовують чотири трофейні танки SOMUA S35, з них три були підбиті оборонцями.[джерело?]

## Бої у фортеці
23 червня оточені контратакують, вибили німців з прилягаючої до Брестських воріт кільцевої казарми, дві групи оточених злилися — бойова група 455-го стрілецького полку під рукою капітана Зубачова та лейтенанта Виноградова, та група «Будинку офіцерів» — керували полковий комісар Фомін, старший лейтенант Щербаков і рядовий Шугуров. Представники командування оточених зустрічаються в підвалі «Будинку офіцерів» та планують координовані дії, 24 червня підготовано «Наказ № 1» — створити зведену бойову одиницю, порахувати захисників фортеці, штабом керував капітан Зубачов, заступник — комісар Фомін. Однак нацисти випередили ці плани і раптовою атакою займають Цитадель, велика частина радянських солдатів під рукою Виноградова намагаються прорватися через Кобринське укріплення з Берестя. Кілька груп прорвалися за головний вал, але там вони були знищені або розстріляні підрозділами німецької 45-ї піхотної дивізії, котра займала позиції на Брестському шосе.
З Північного та Південного островів нацистами починається психологічна атака — з автомобілів із гучномовцями захисників закликають здаватися, тоді ж в розташуванні оточених з'являються німецькі перевдягнені вояки-диверсанти. О 17-15 німецькими військами оголошено про припинення артилерійського обстрілу на півтори години — для тих, хто вирішив здатися. Такою можливістю скористалося кілька сотень — переважно, жінки та діти з сімей командного складу. Пізнього вечора та вночі оточені кількома групами знову намагаються вирватися з фортеці, частина загинула, частина полонена, решта знову зайняли оборону.
24 червня нацистам вдалося створити «коридор» та вивести своїх оточених солдатів з будівлі колишньої церкви. На той час захисники утримували Центральний острів та частину Північного під цілоденним артилерійським обстрілом. В другій половині дня німецьке командування доповідало, що фортеця зайнята та проводиться придушення розрізнених осередків опору; ближче до ночі в штаб корпусу відіслано повідомлення про повне зайняття фортеці Берестя — хоча бойові дії продовжувалися.

## Придушення опору
Для повного придушення радянських осередків опору формуються групи з піхоти та саперів, використовувалися шестиствольні міномети з близькою дальністю Nebelwerfer 41, котрі мали потужну вибухову хвилю, вогнемети та підривні заряди, проте станом на 25 червня у нацистів в Бересті уцілів лише один вогнемет з дев'яти, без підтримки бронетехніки вони його не могли використовувати.
26 червня німецькими саперами на Північному острові підірвано стіну будівлі школи політскладу, там полонено 450 радянських бійців; останнім осередком на острові залишався Східний форт. За свідченнями вояка, що не витримав і нишком здався в полон, там оборонялося до 400 бійців на чолі з майором Петром Гавриловим. Проти них застосовано 2 танки, що були на той час у фортеці.
Залишки оборонців на Центральному острові 26 червня намагаються прорватися з північних казарм Цитаделі; в авангард пішли 100—120 бійців під орудою лейтенанта Виноградова. Втративши половину складу, частина загону вирвалася з Берестя; решта оточених, зазнавши великих втрат, змушені повернутися до лінії оборони. Увечері того ж дня залишки цього загону оточені і майже повністю знищені; полонені кілька бійців та Виноградов. Намагання прорватися відбувалися ще 27 та 28 червня.
28 червня наявні у німців у фортеці 2 танки та кілька самохідних установок StuG III , що поверталися з ремонту на передову, обстрілюють Східний форт на Північному острові, без видимих наслідків; командир 45-ї дивізії викликає на підтримку сили Люфтваффе, через низьку хмарність того дня бомбардування не проводили. 29 червня о 8-й ранку німецький бомбардувальник скидає 500-кілограмову бомбу на Східний форт, по тому ще одну, і 1800-кілограмову, форт фактично було зруйновано. До вечора в руїнах було полонено 389 радянських військових, вранці наступного дня руїни прочісуються, знайдено кілька поранених червоноармійців; майора Петра Гаврилова не знайшли — він був полонений 23 липня. Штаб німецької 45-ї дивізії знову доповідає про повне зайняття Берестейської фортеці.
До вечора 30 червня нацистами зайнято більшість фортеці — окрім частини кільцевої казарми — Будинок офіцерів побіля Брестських воріт Цитаделі, казематів у земляному валу на протилежному березі Мухавця, та «Східного форту» на Кобринському укріпленні — в останньому оборонялося до 400 червоноармійців під рукою майора П. Гаврилова. За той день було захоплено 1250 радянських солдатів, 1 липня полонені останні 450 вояків після підриву відсіків кільцевої казарми «Будинку офіцерів». 2 липня нацисти бомбардують Східний форт і беруть його під контроль, остаточно опір придушено 3 липня.
6 липня нацисти для остаточного придушення розрізненого опору застосовують підвезену артилерійську установку Karl-Gerät з 600-мм бетонобійними снарядами, що важили понад 2 тонни, та фугасними 1250-кілограмовими снарядами.[джерело?] Після цього у фортеці лишилися розрізнені червоноармійці та їх групи, які продовжували чинити опір, намагаючись таки прорватися в Біловезьку пущу, лише деяким це вдалося.

## Післямова
Майор Гаврилов був полонений німецькими військовими одним з останніх — 23 липня. Лікар, котрому було опікуватися Гавриловим після його полонення, згодом писав: «Одяг його перетворився на лахміття, обличчя покрите пороховою кіптявою та оросло бородою (…). Це був, у прямому сенсі, скелет, обтягнутий шкірою. Знесилений настільки, що йому бракувало сил зробити навіть ковтальний рух. Тож лікарям, аби врятувати йому життя, довелося вдатися до штучного харчування».
На одній із стін в Берестейській фортеці зберігся надпис «Я вмираю, але не здаюся. Прощавай, Батьківщина. 20.VII.41 р.»
Записані свідчення жителів Берестя, що стрілянина чулася у фортеці і на початку серпня 1941 року. В періодичних виданнях фігурували повідомлення, що останній опір був придушений в кінці серпня. Для знищення цих останніх осередків німецьке командування віддає наказ затопити підвали фортеці з річки Західний Буг.
В німецьких військових архівах зазначається, що в Берестейській фортеці було виявлено близько 2000 загиблих радянських військових, полонено до 7000. Згодом в братській могилі на території фортеці було поховано 850 її захисників. 45-та німецька піхотна дивізія втратила вбитими 482 вояків, пораненими понад 1000.
Лейтенант А. М. Кіжеватов (посмертно) та майор Гаврилов за оборону фортеці вдостоєні звання Героя Радянського Союзу; понад 200 учасників отримали державні нагороди СРСР.
8 травня 1965 року Берестейська фортеця отримала почесне звання «Фортеця-герой» із врученням ордена Леніна та медалі «Золота Зірка», 1971 року на території фортеці відкрито меморіальний комплекс.
Між тим, по спогадам Є. Керсновської, дванадцять захисників Брестської фортеці, що потрапили в полон до німців, після звільнення були засуджені по 58 статті і як спецкаторжники відбували 25-річний термін ув'язнення в Норильську, працюючи на 25 заводі. У 1953 році, коли масово стали переглядати справи невинно засуджених громадян, їм було оголошено, що їхні справи перегляду не підлягають. Разом із ще двомастами спецкаторжниками — видними генералами, адміралами і політпрацівниками — була написана петиція з проханням про перегляд справ, так як вони себе в зраді Батьківщині винними не визнають. Дирекція табору розпорядилася заарештувати бунтарів, що насмілилися підписати петицію. Карателі зустріли опір, зав'язалася «бій»: з одного боку було пущено в хід вогнепальну зброю, з іншого — цеглини із розібраних печей. Результат «бою» був вирішений наперед. Серед розстріляних були 10 з 12-ти героїв Брестської фортеці. Два уцілілих героя були етаповані до Магадану.